# Vineyard (Utah)
Vineyard és una població dels Estats Units a l'estat de Utah. Segons el cens del 2000 tenia 150 habitants.

## Demografia
Segons el cens del 2000, Vineyard tenia 150 habitants, 43 habitatges, i 38 famílies. La densitat de població era de 14,8 habitants per km².
Dels 43 habitatges en un 30,2% hi vivien nens de menys de 18 anys, en un 83,7% hi vivien parelles casades, en un 4,7% dones solteres, i en un 11,6% no eren unitats familiars. En l'11,6% dels habitatges hi vivien persones soles el 7% de les quals corresponia a persones de 65 anys o més que vivien soles. El nombre mitjà de persones vivint en cada habitatge era de 3,49 i el nombre mitjà de persones que vivien en cada família era de 3,76.
Per edats la població es repartia de la següent manera: un 29,3% tenia menys de 18 anys, un 12,7% entre 18 i 24, un 28,7% entre 25 i 44, un 16% de 45 a 60 i un 13,3% 65 anys o més.
L'edat mediana era de 29 anys. Per cada 100 dones de 18 o més anys hi havia 103,8 homes.
La renda mediana per habitatge era de 55.313 $ i la renda mediana per família de 55.625 $. Els homes tenien una renda mediana de 30.313 $ mentre que les dones 22.500 $. La renda per capita de la població era de 12.841 $. Cap de les famílies estaven per davall del llindar de pobresa.

## Poblacions properes
El següent diagrama mostra les poblacions més properes.